# 可児市立桜ケ丘小学校
可児市立 桜ケ丘小学校（かにしりつ さくらがおかしょうがっこう）は岐阜県可児市にある公立の小学校。

## 概要
- 通学区域は桜ケ丘、皐ケ丘、桂ケ丘[注釈 1]、久々利柿下入会（一部）、星見台、大森の一部である。公立中学校の進学先は可児市立東可児中学校である[1]。
- 一部の文献などでは「桜ヶ丘小学校」となっているが、「桜ケ丘小学校」が正しい[注釈 2]。

## 沿革
- 1980年（昭和55年）4月 - 可児町立旭小学校から分立し、可児町立桜ケ丘小学校が開校。
- 1982年（昭和57年）4月1日 - 可児町が市制施行して可児市となる。同時に可児市立桜ケ丘小学校に改称する。
- 1985年（昭和60年） - 校舎を増築する。